# Петко Тихолов
Петко Тихолов Тихолов е български поет, журналист и библиофил.

## Биография
Роден е на 6 юни 1903 г. в Тетевен. През 1923 г. завършва гимназия в Плевен, а през 1931 г. политически науки в Свободния университет в София (днес УНСС). Редактор е на списанията „Чайка“ и „Читалищно слово“. Сътрудничи на вестниците „Дневник“, „Дъга“, „Кооперативна България“ и „Народ“, кореспондент е на издавания в Лом вестник „Север“. Щатен сътрудник е на вестниците „Искра“, „Последен час“ и „Трибуна“, както и на списанията „Женски свят“, „За Вас“ и „Обществена мисъл“. През 1944– 1961 г. е редактор на вестник „Отечествен фронт“. Съосновател е на Съюза на българските журналисти и член на Съюза на българските писатели. Почива на 30 ноември 1978 г. в София.
Личният архив на Петко Тихолов се съхранява в Централен държавен архив и се състои от 2609 архивни единици в периода 1903 – 1978 г. Фондът е подарен на архива през 1984 г.

## Творчество
Първите си стихове публикува в издаваното в Русе списание „Ученическа мисъл“ през 1920 г. Публикува множество интервюта с артисти, писатели, общественици и художници. Издава книгите:
- „Робство“ (стихове, 1929)
- „Българският писател за кооператизма. Разговор със 72 български писатели“ (1941)
- „Кръстьо Сарафов. Живот, сценична дейност, куриози“ (1946)
- „Певецът без маска и грим. Петър Райчев. Живот, сценична дейност, куриози“ (1947)
- „Николай Райнов. Живот, творчество, анекдоти“ (1948)
- „Стефан Македонски. Живот и дейност“ (1956)
- „Елин Пелин. Интервюта и разговори“ (1959)
- „Николай Лилиев. Срещи и разговори“ (1962)
- „С пушка и въдица. Разговор с културни дейци – ловци и въдичари“ (1967)
- „Среща с три поколения“ (1963)
- „Към върховете на изкуството.105 наши и чужди оперни дейци разказват“ (1979)